# Straalbuis

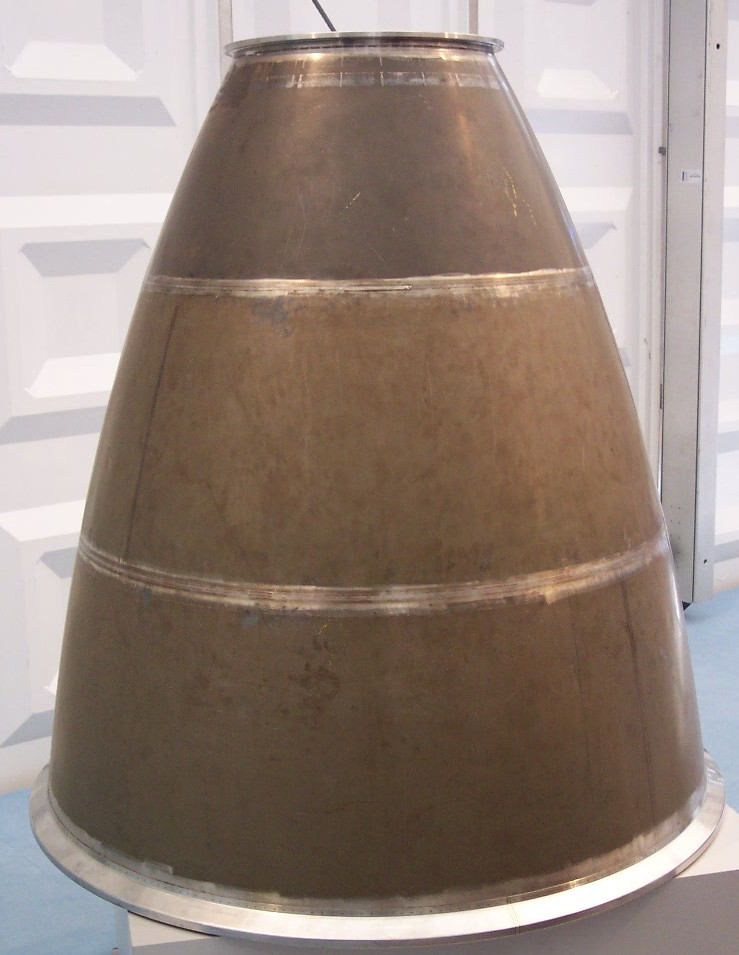
Straalbuis van een Ariane

Een straalbuis (in het Engels: nozzle) is een buis met een convergente of divergente vorm. Dit kan een vaste buis zijn maar ook gevormd worden door schoepen in een turbine.
De convergente buis is taps toelopend. Het gevolg daarvan is, dat als er een gas doorheen stroomt de snelheid daarvan wordt verhoogd en de stuwdruk stijgt en de statische druk daalt. Een divergente buis loopt juist wijder uit. Hierdoor ontstaat een snelheidsval terwijl de druk nagenoeg gelijk blijft. Bij de snelheidsval treedt ook een temperatuurdaling op.
Straalbuizen komt men tegen bij stoom- en gasturbines. Ook bij scheepsschroeven worden wel straalbuizen toegepast, zoals de kortstraalbuis. Daarnaast komen straalbuizen door de gebruikers bij spuitsystemen in de bouw in de werktuigbouw en in de automobielindustrie. Deze spuitsystemen leveren perslucht, verf, schuimen en andere (bouw)materialen die onder druk moeten worden aangebracht. In de schoonmaakbranche wordt de term gebruikt bij stofzuigers en bij blaasapparaten (bladblazers en dergelijke).